# Diplomitoporus navisporus
Diplomitoporus navisporus är en svampart som beskrevs av Gibertoni & Ryvarden 2004. Diplomitoporus navisporus ingår i släktet Diplomitoporus och familjen Polyporaceae.   Inga underarter finns listade i Catalogue of Life.